# Johann Christian Konrad von Hofmann
Johann Christian Konrad von Hofmann, född den 21 december 1810 i Nürnberg, död den 20 december 1877 i Erlangen, var en tysk teolog.
Hofmann blev 1841 extra ordinarie professor vid universitetet i Erlangen och 1842 ordinarie professor i Rostock samt 1845 åter i Erlangen. Genom Hofmanns återkomst till Erlangen inleddes en blomstringsperiod vid stadens universitet. Han erhöll 1857 adlig värdighet och invaldes 1863 i Bayerns andra kammare, där han slöt sig till det Nationella framstegspartiet. 
Hofmanns teologiska ståndpunkt är strängt luthersk, även om han inte undgått misstanke för bristande renlärighet. I sin vetenskapliga metod är han framför allt historiker. Detta framträder tydligt redan i hans första större arbete, Weissagung und Erfüllung (2 band, 1841–1844). 
Han betraktar där den heliga historien och bibeln, genom vilken den bevarats åt eftervärlden, som en levande organism. Profetian är för honom inte i främsta rummet en förutsägelse, utan historien själv i ordets form. Den heliga historiens fakta, den ur dem framsprungna profetiska förkunnelsen och dennas fullbordan i framtiden är verk av en och samma helige Ande och därför ett med varandra. 
Hofmanns vetenskapliga verksamhet var av en mycket ingripande betydelse. I skarpsinne och psykologisk finhet står han som den främste bland sin tids och sitt århundrades exegeter, särskilt på Nya Testamentets område, och han hör till de få, som kunnat bilda en teologisk skola. 
Hans främsta skrifter – utom den redan nämnda – är Der Schriftbeweis (1852–1856; 2:a upplagan, 1857–1860), Die heilige Schrift des Neuen Testaments, zusammenhängend untersucht (5 band, 1862–1878, 3 band, 1881–1886, utgiven av Volck; 2:a upplagan band I 1869, band II 1872–1877). 
Sedan 1846 var Hofmann medredaktör av Zeitschrift für Protestantismus und Kirche. Efter hans död utgavs Theologische Ethik (1878), Encyklopädie der Theologie (1879) och Biblische Hermeneutik (1880).